# Экскоммуникация
Это статья о компьютерном термине «экскоммуникация». Это слово также может использоваться для обозначения отлучения от церкви
Экскоммуникация (отказ в связи) в сети фидонет (и других сетях, построенных по тем же принципам) — отказ узлов сети в установлении связи с экскоммуницируемым узлом сети. Технически выполняется в исключении узла из списка узлов сети (нодлиста) и запрете другим узлам передавать почту экскоммуницированного узла под угрозой экскоммуникации.
Экскоммуникацию проводит NC, RC, ZC или IC (координаторы сетевого, регионального, зонального или международного уровня). Срок экскоммуникации определяется исходя из причин (бессрочная, срочная, до устранения проблем в случае технического XAB).
Экскоммуникация может быть обжалована у координатора вышестоящего уровня (в случае IC у совета координаторов). При этом связь осуществляется директными сообщениями (в связи с отсутствием коммуникации с другими узлами сети), ответ получается из писем, оставленных на холд, или отправляемым координатором по указанным данным директом.

## Причины экскоммуникации
- XAB, в том числе техническое

## Источник
- фидополиси